# Síncope (llengua)
La síncope és un fenomen fonètic consistent en la supressió d'un o més elements fonològics en l'interior d'una paraula.
Per exemple: si us plau > sisplau (cau la u procedent del pronom us).